# Jeg skal til Barberen
Jeg skal til Barberen er en dansk stum komediefilm fra 1912 produceret af Nordisk Films Kompagni og instrueret af Eduard Schnedler-Sørensen efter manuskript af Axel Andreasen.
Filmen blev i tysktalende lande distribueret som Ich muss zum Barbier, i engelsketalende lande som Going out for a shave og i fransktalende lande som Je vais chez le Coiffeur.

## Handling
Jensen går til barberen en søndag morgen, men der er mange kunder, så han må vente i køen. For at fordrive tiden, går han ud for at få en lille en.. Her møder han sine venner, og en lille en bliver til mange. Da de vender tilbage til barberen, har han lukket. Jensen og hans venner går i stedet hjem til en af vennerne, der har en god kniv. De drikker videre og forsøger at barbere Jensen, men mange uheld opstår undervejs. Jensen opgiver og tager hjem til konen, men for at formilde hende, giver en af vennerne ham en hat, som han kan give konen. Da Jensen kommer hjem, er konen vred, men den nye hat hjælper på humøret.

## Medvirkende
- Christian Schrøder